# Clacton-on-Sea
Clacton-on-Sea es una ciudad de condado de Essex, en el sur de Inglaterra (Reino Unido). Su población de acuerdo al censo del 2001 es de 51.284 habitantes.
De la localidad, deriva el nombre de Clactoniense, una tradición lítica del Paleolítico inferior, similar a la más conocida Achelense, dado que allí fueron encontrados los primeros vestigios arqueológicos correspondientes a aquella.